# Xizicus kulingensis
Xizicus kulingensis är en insektsart som först beskrevs av Tinkham 1943.  Xizicus kulingensis ingår i släktet Xizicus och familjen vårtbitare. Inga underarter finns listade i Catalogue of Life.